# اووه فریدریشسن
اووه فریدریشسن (انگلیسی: Uwe Friedrichsen; ۲۷ مهٔ ۱۹۳۴ – ۳۰ آوریل ۲۰۱۶)  بازیگر تلویزیون اهل کشور آلمان بود.
از فیلم‌ها یا برنامه‌های تلویزیونی که وی در آن نقش داشته‌است می‌توان به دهه پنجاه وحشی و فاوست اشاره کرد.